# اچ‌ام‌اس توربی (۱۶۹۳)
اچ‌ام‌اس توربی (۱۶۹۳) (به انگلیسی: HMS Torbay (1693)) یک کشتی بود که طول آن ۱۵۶ فوت (۴۷٫۵ متر) بود.